# 克塔湖
克塔湖是俄羅斯中北部的大型淡水湖，位於克拉斯諾亞爾斯克邊疆區內，海拔高度85米，長94公里、闊14公里，面積452平方公里，湖岸線235公里，最大深度180米，在每年10月結冰，直至翌年7月。